# Elymnias muscosa
Elymnias muscosa är en fjärilsart som beskrevs av Hans Fruhstorfer 1907. Elymnias muscosa ingår i släktet Elymnias och familjen praktfjärilar. Inga underarter finns listade i Catalogue of Life.